# Jinqiao, Sichuan
Jinqiao (kinesiska: 金桥乡, 金桥) är en socken i Kina. Den ligger i provinsen Sichuan, i den sydvästra delen av landet, omkring 150 kilometer öster om provinshuvudstaden Chengdu. Antalet invånare är 7 846. Befolkningen består av 3 883 kvinnor och 3 963 män. Barn under 15 år utgör 15,0 %, vuxna 15-64 år 69 %, och äldre över 65 år 14,0 %.
Genomsnittlig årsnederbörd är 1 374 millimeter. Den regnigaste månaden är juli, med i genomsnitt 247 mm nederbörd, och den torraste är december, med 9 mm nederbörd.